# Spiridens vieillardii
Spiridens vieillardii là một loài rêu trong họ Spiridentaceae. Loài này được Schimp. mô tả khoa học đầu tiên năm 1865.